# 加西亚·贝尔松斯案
加西亚·贝尔松斯案，是2002年10月27日发生在阿根廷布宜诺斯艾利斯省皮拉尔的杀人案。该案因死者，社会学家玛丽亚·玛尔塔·加西亚·贝尔松斯（西班牙語：María Marta García Belsunce de Carrascosa），神秘死于封闭社区的别墅里而受到阿根廷社会广泛关注，起初该案以意外结案，但在一个半月后进行尸检时发现头部五法弹孔，引发社会剧烈讨论。
本案调查提出多种理论，涉及盗窃未遂，華雷斯販毒集團亦或参与其中，或是与其丈夫卡洛斯·卡拉斯科萨争执导致。
2020年，Netflix发布了关于此案件的纪录片《卡梅尔，谁杀死了玛丽亚·玛尔塔？》。2022年7月，HBO Max首播《玛丽亚·玛尔塔》。

## 事件简历
2002年10月27日晚上7点，玛丽亚·玛尔塔·加西亚·贝尔松斯被发现死于封闭社区“卡梅尔乡村俱乐部”（Carmel Country Club）的屋中浴缸内。其死亡后医学报告中，并未提及受害者头部中弹；报告以玛丽亚·玛尔塔在浴室中滑倒，太陽穴被水龙头砸到并陷入昏迷，后落入水中窒息而亡，作为死亡结论。
一个月后，对其遗体进行尸检时，法医发现头骨五个由.32口径武器造成的弹孔。起初，法医仅发现一个缺口，这与“撞击水龙头”理论吻合，但在打开颅骨时，发现其内有五枚弹头。
这起事件在阿根廷媒体历史上获得前所未有的公众关注度（其頭版甚至比军政府审判案还多）。

## 受害者
玛丽亚·玛尔塔·加西亚·贝尔松斯（西班牙語：María Marta García Belsunce de Carrascosa）是阿根廷著名法学家奥拉西奥·阿道夫·加西亚·贝尔松斯（西班牙語：Horacio Adolfo García Belsunce）与Luz María Blanca Luisa Galup之女。直至离世前，玛丽亚·玛尔塔投身于非营利组织的工作中，担任过阿根廷失踪儿童基金会（fundación Missing Children Argentina）副会长。有说法指出，她当时正调查布宜诺斯艾利斯省未成年人贩卖相关案情，并收到过威胁。玛丽亚·玛尔塔与卡洛斯·卡拉斯科萨于1971年结婚（她当时19岁）。
玛丽亚·玛尔塔的父母后来离婚，他的母亲Galup后来与罗马尼亚儿科医生Constantino "Dino" Hurtig有了两个孩子（Irene Hurtig与Juan Carlos Hurtig），并移居美国。她的父亲和新的配偶María Luisa Enriqueta Lanusse Gras生下一个孩子（Hernán）。

## 嫌疑人

### 卡洛斯·卡拉斯科萨
卡洛斯·卡拉斯科萨（西班牙語：Carlos Carrascosa，1944年12月13日），布宜诺斯艾利斯人，证券经纪人。他因涉嫌加重杀人罪被布宜诺斯艾利斯省最高法院（cámara de Casación de la provincia de Buenos Aires）判处终身监禁。2010年，他的律师费尔南多·迪亚斯·坎通（Fernando Díaz Cantón）向美洲人权委员会控诉其当事人的权利受到侵犯。他的DNA与犯罪现场发现的任何血迹都不匹配。
卡拉斯科萨在坎帕纳监狱中服刑五年零八个月后，被软禁在贝伦埃斯科巴的一家封闭社区。经过数年上诉，2014年阿根廷最高法批复对此案全面复审，促成在2016年12月布宜诺斯艾利斯省最高法院新判决。新判决书指出该案检察官迭戈·莫利纳·皮科（Diego Molina Pico）的调查程序的严重违规，撤销原判并宣告无罪。

## 调查经过
2002年，玛丽亚·玛尔塔遗体在守灵后安葬。本案检察官迭戈·莫利纳·皮科和圣伊西德罗调查局局长Aníbal Degastaldi也出席仪式里，其中后者受省警察局警监Ángel Casafús之名参与。此前受害者哥哥Horacio García Belsunce致电Casafús，要求“警方不要再骚扰他们”，此番对话引发公众猜疑，质疑受害者家属对本案是意外事件的陈述。
2002年11月12日，Juan Hurtig（受害者同母异父的弟弟）登临检察官办公司，声称案发当时，他将现场的一个东西（他将其称为）包裹上纸巾并丢入马桶。经警方搜查，该物证在化粪池中发现，是本案第六枚弹头。同日，Horacio García Belsunce向检察官讲述他向Casafús的对话。
2002年12月2日，根据Hurtig和加西亚·贝尔松斯的证词，以及去世当天在现场的两名医生的陈述，下令挖掘玛丽亚·玛塔的遗体。尸检显示，在遗体头内五枚.32口径的弹头，第六发子弹擦过头颅。
2002年12月11日，案件受到公众关注，关于凶手的猜测开始浮出水面。其中社区内的住户Nicolás Pachelo引发人们注意，他有犯罪前科。Pachelo声称案发时，他正和母亲在巴勒莫的一家购物中心。然而，这个说法被证实是假的。当日有三人在卡梅尔看到他，且有人拍摄到他在案发后晚上7点后离开社区。
2003年1月16日，莫利纳·皮科检察官以加重掩盖罪对受害者哥哥Horacio García Belsunce、鳏夫卡拉斯科萨、妹夫Guillermo Bártoli、继父Constantino Hurtig、同母异父的弟弟Juan Hurtig、按摩师Beatriz Michelini、邻居Sergio Binello和医生Gauvry Gordon，提出指控。
2003年5月8日，布宜诺斯艾利斯最高法院的专家团对该案进行调查并提出假设：玛丽亚·玛尔塔头部的弹孔是用502胶水封住。
2004年2月16日，迭戈·莫利纳·皮科检察官向Barroetaveña法官提起对卡洛斯·卡拉斯科萨的公诉。2004年4月22日，圣伊西德罗法院第一分庭庭长命令Barroetaveña法官以杀妻罪逮捕卡洛斯·卡拉斯科萨。
2007年6月13日，迭戈·莫利纳·皮科检察官经过冗长陈述，指控卡洛斯·卡拉斯科萨犯有谋杀罪或包庇罪。检察官否认卡拉斯科萨的不在场证明并认定其案发时在犯罪现场。
2007年7月3日，两名法医陈述，他们没有在伤口中发现胶水。2007年7月11日，圣伊西德罗第六法庭一致裁定卡拉斯科萨谋杀罪名不成立，但以两票对一票多数表决，裁定其犯有包庇罪。
2008年5月2日，布宜诺斯艾利斯省安全部长Carlos Stornelli悬赏最高15万比索，征集案件证据。
2009年6月18日，布宜诺斯艾利斯省刑事上诉法院以严重谋杀罪判处卡洛斯·卡拉斯科萨终身监禁。
2009年10月27日，玛丽亚·玛尔塔的姐姐María Laura García发表了一份要求伸张正义的请愿书，她认为本案真凶未被绳之以法。2010年2月8日，卡洛斯·卡拉斯科萨向美洲人权委员会控诉阿根廷政府侵犯多项权利以及保障。
2011年5月12日，皮拉尔区两名检察官，以涉嫌包庇卡洛斯·卡拉斯科萨，请求逮捕玛丽亚·玛尔塔同母异父的妹妹Irene Hurtig。一份声学专家报告支持检察官的请求。
2011年5月14日，圣伊西德罗地方法官里卡多·科斯塔驳回对Hurtig的逮捕令。
2011年5月18日，玛丽亚·玛尔塔案包庇罪，在圣伊西德罗第一法庭开庭审理。被告人如下：
- Guillermo Bártoli（受害者妹夫）：据专家称，在案发时他出现在犯罪现场，还被指控出具了虚假的死亡证明；

- Juan Carlos "John" Hurtig（受害者同母异父的弟弟）：参与到“pituto”的家庭会议讨论；
- Horacio García Belsunce（受害者哥哥）：他曾要求警方不要干预，并在家庭会议上决定将“pituto”（子弹）扔进马桶。

- Sergio Binello（邻居）：他曾要求卡梅尔管理方不要让警察进入，如果有必要，还要“付钱”。

- Beatriz Michelini（受害者按摩师）：清理了犯罪现场；

- Juan Ramón Gauvry Gordon（辅助医护人员）：坚持意外事故理论。清理了犯罪现场。没有通知警方。[29]

2011年9月19日，在包庇罪案的法庭辩论中，Laura Zyseskind检察官请求判处Guillermo Bártoli、Horacio García Belsunce和Juan Gauvry Gordon有期徒刑六年，Juan Hurtig有期徒刑五年，Sergio Binello有期徒刑四年六个月；而建议Beatriz Michelini无罪释放，理由是“她到达的真实意图是提供帮助，但那时现场已经被Bártoli布置了”。检察官提出关于事发时间顺序的新假设，声称按摩师并非晚上7点05分抵达房屋，而是晚上7点24分。2011年9月22日，Guillermo Bártoli的律师Alejandro Novak在辩论中指出，检方选择的时间表是随意的、缺乏依据的。
2011年11月4日，法院作出判决，判处Guillermo Bártoli有期徒刑五年，Horacio García Belsunce有期徒刑四年，Juan Hurtig有期徒刑三年六个月，Juan Gauvry Gordon和Sergio Binello有期徒刑三年，立即生效。而Beatriz Michelini则是无罪释放。
2011年11月7日，被定罪者的律师申请人身保护令，以释放其当事人，直到二审确认判决为止。11月9日，圣伊西德罗法院第一庭驳回人身保护令申请。被告辩称，他们将会向刑庭申请释放。11月10日，律师向刑事一庭提出释放请求，但次日法庭驳回了请求。11月14日，再次向审判庭申请人身保护令，次日批准申请。11月19日，五位嫌疑人在缴纳保释金后，离开了坎帕纳第41号监狱。
2012年9月10日，布宜诺斯艾利斯省最高法院驳回卡洛斯·卡拉斯科萨辩护团队提出的两项撤销判决的请求，维持对卡洛斯·卡拉斯科萨的终身监禁。2016年12月20日，布宜诺斯艾利斯省最高法院释放卡洛斯·卡拉斯科萨。
2022年6月13日，本案的第三次法庭辩论开庭。被告是梅尔乡村俱乐部居民Nicolás Pachelo以及两名保安Norberto Glennon和José Ortíz。2022年10月31日，检察官要求判处Nicolás Pachelo终身监禁。2024年3月27日，刑事上诉法院第一庭中，维持Nicolás Pachelo终生监禁的判决。